# КК Дњипро
КК Дњипро (укр. БК Дніпро) је украјински кошаркашки клуб из Дњепара. У сезони 2014/15. такмичи се у Суперлиги Украјине.  
Клуб је основан 2003. године. У сезони 2015/16. освојио је украјинско првенство. Победник Купа Украјине био је 2011. године.
У сезони 2010/11. такмичио се у ВТБ лиги, али није стигао даље од групне фазе.

## Успеси

### Национални
- Првенство Украјине:
  - Првак (1): 2016.
  - Вицепрвак (2): 2015, 2018.

- Куп Украјине:
  - Победник (1): 2011.

## Познатији играчи
- Патрик Беверли
- Ермин Јазвин
- Младен Пантић
- Фредерик Хаус